# Doix lès Fontaines
Doix lès Fontaines ist eine französische Gemeinde im Département Vendée in der Région Pays de la Loire. Sie gehört zum Arrondissement Fontenay-le-Comte und zum Kanton Fontenay-le-Comte. Die Gemeinde entstand am 1. Januar 2016 als Commune nouvelle aus der Zusammenlegung der Kommunen Doix und Fontaines.

## Gliederung
| Ortsteil                 | ehemaliger INSEE-Code | Fläche (km²) | Einwohnerzahl (2016) |
| ------------------------ | --------------------- | ------------ | -------------------- |
| Doix (Verwaltungssitz)00 | 85080                 | 13,31        | 956                  |
| Fontaines                | 85091                 | 10,56        | 764                  |

## Lage
Doix lès Fontaines liegt etwa vier Kilometer südlich des Stadtzentrums von Fontenay-le-Comte im Marais Poitevin. Das Gemeindegebiet gehört zum Regionalen Naturpark Marais Poitevin. Umgeben wird Doix lès Fontaines von den Nachbargemeinden Fontenay-le-Comte im Norden, Saint-Martin-de-Fraigneau im Nordosten, Saint-Pierre-le-Vieux im Osten, Maillezais im Osten und Südosten, Maillé im Süden und Südosten, Vix im Süden und Südwesten, Montreuil im Westen sowie Chaix im Nordwesten.
Am Nordrand der Gemeinde führt die Autoroute A83 entlang.

## Sehenswürdigkeiten

### Fontaines
- Kirche Notre-Dame-de-la-Nativité, seit 1952 Monument historique

### Doix
- Kirche Saint-Pierre (Monument historique)
- Schloss Doix, 1656 errichtet

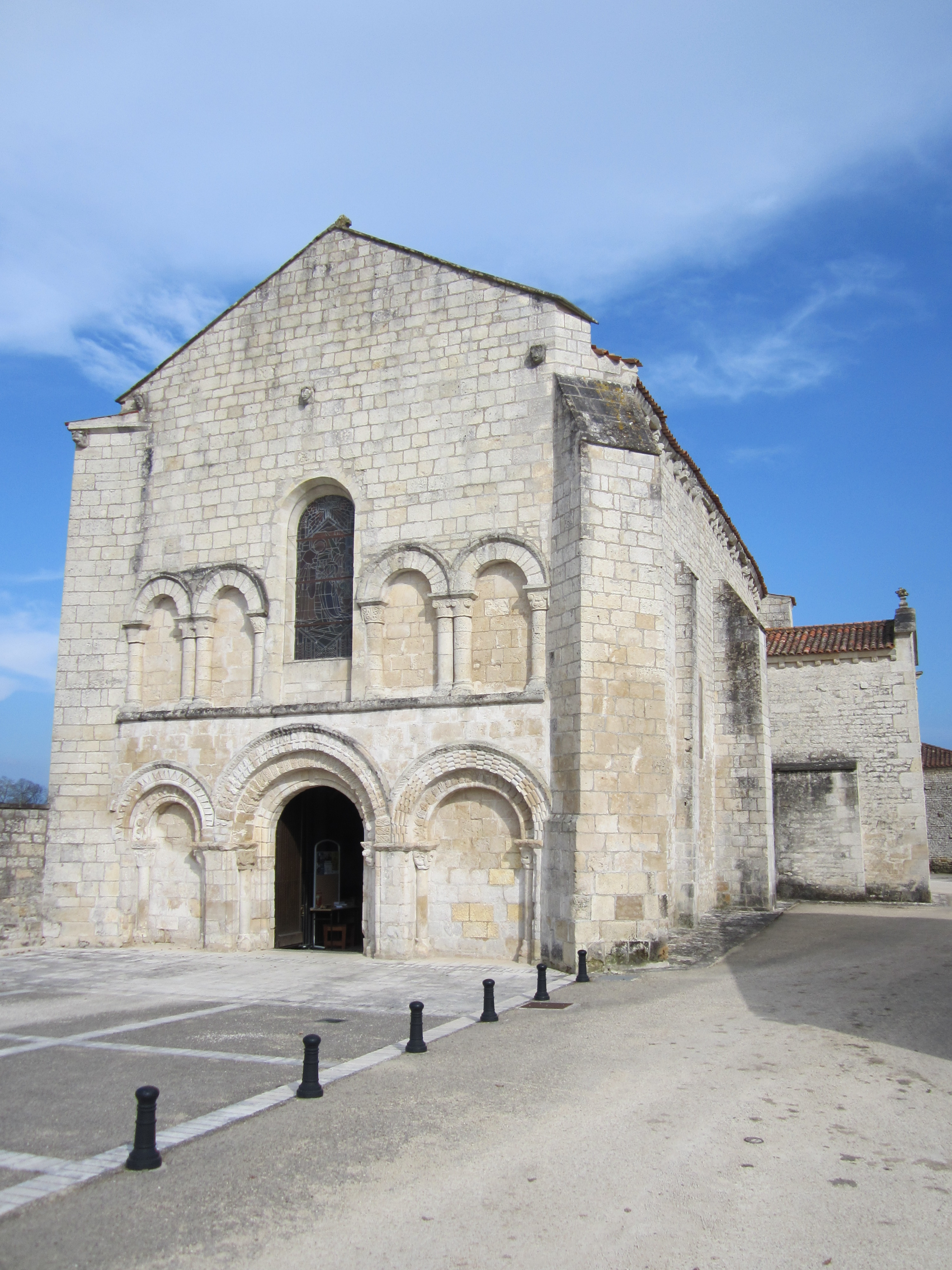
Kirche Notre-Dame-de-la-Nativité
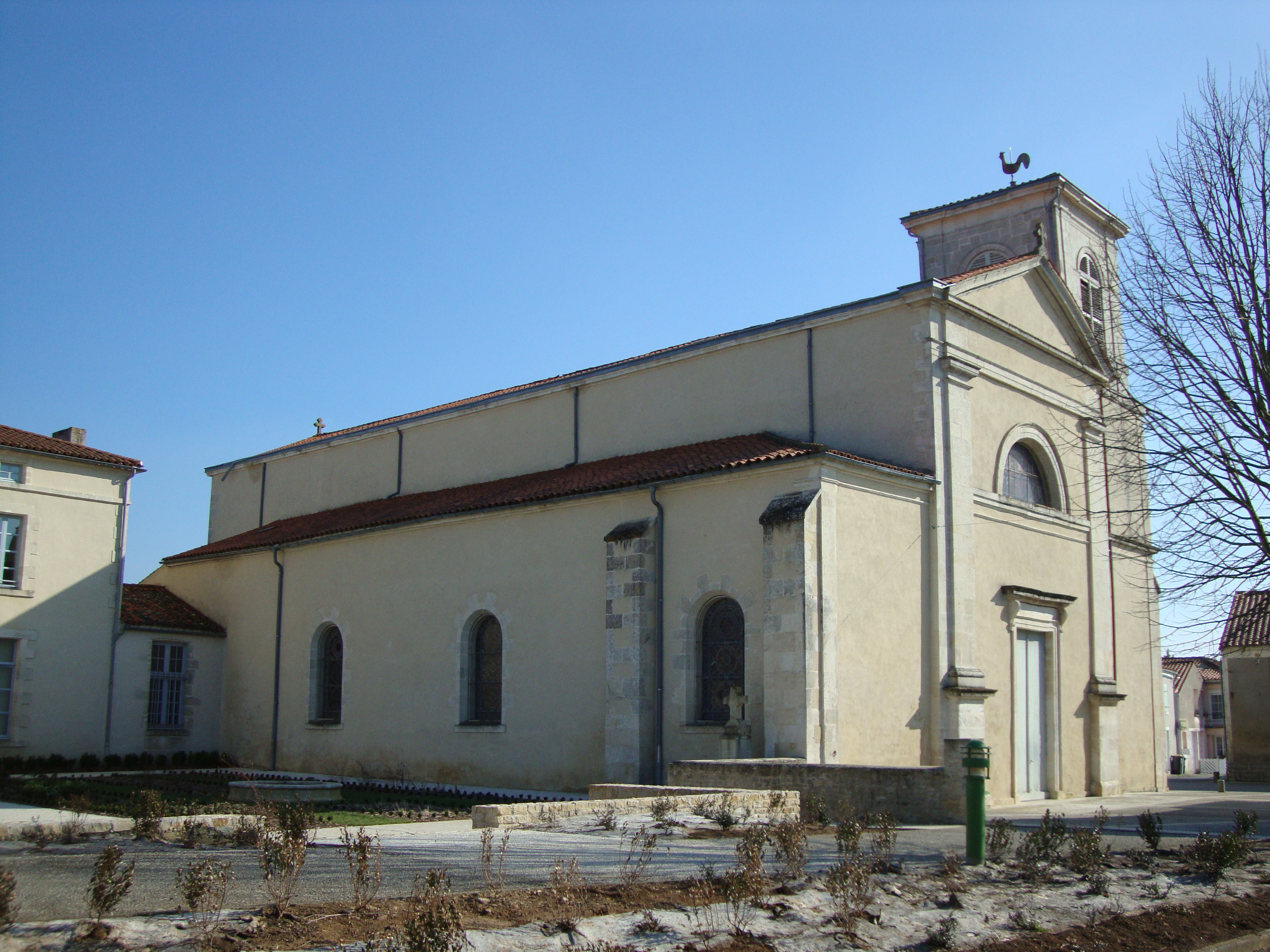
Kirche Saint-Pierre
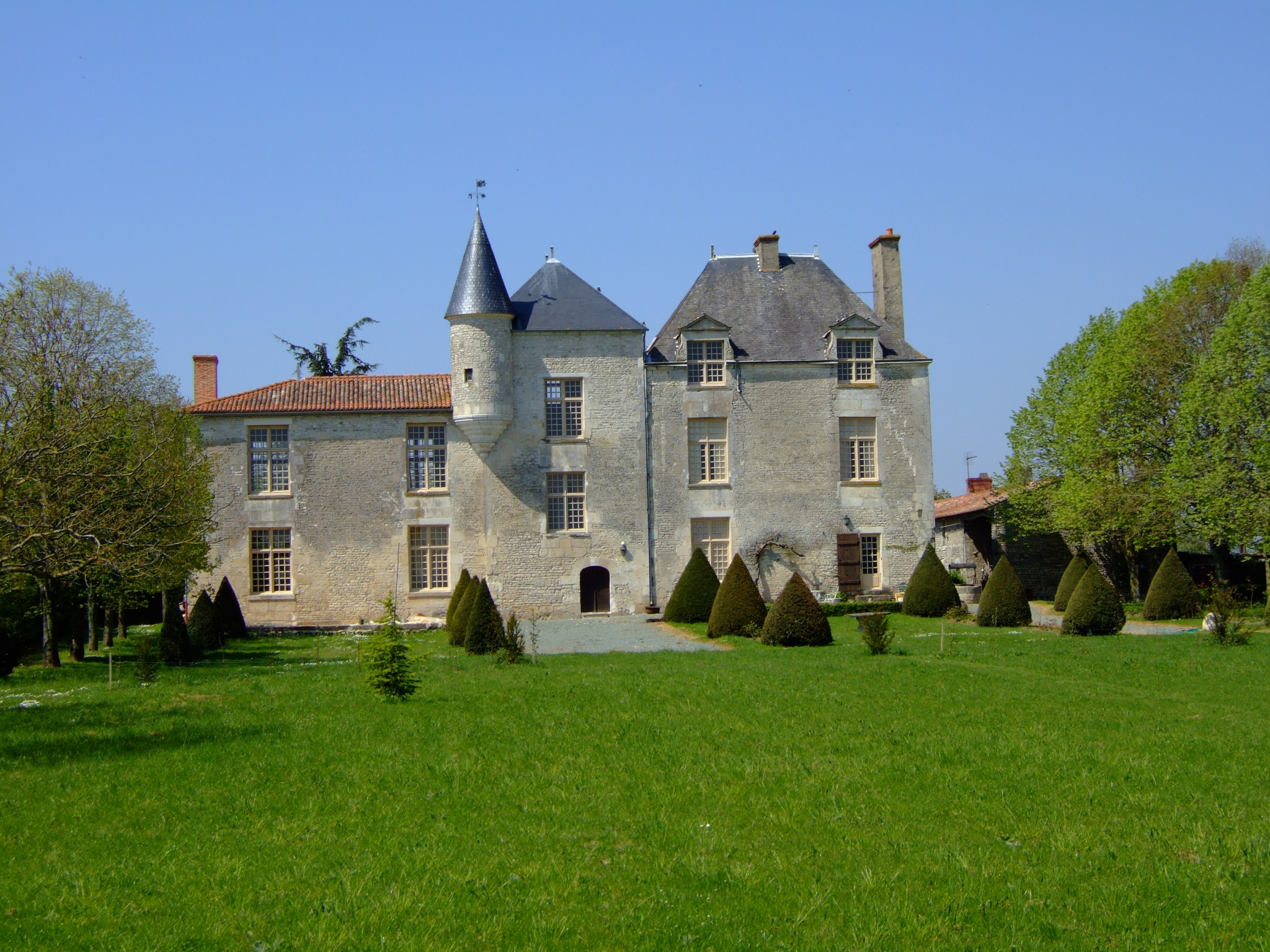
Schloss Doix